# 第10太陽周期
第10太陽周期(Solar cycle 10)は、1755年に太陽黒点の活動が記録され始めてから10番目の太陽活動周期である。1855年12月から1867年3月まで11.3年続いた。太陽黒点の最大数は97.3個で、最小数は5.2個だった。合計約406日間にわたり黒点が現れなかった。

## 1859年の太陽嵐
1859年9月1日から2日にかけて、観測史上最大の磁気嵐が記録された。世界中でオーロラが観測され、ロッキー山脈では明るさのために鉱山夫が朝と勘違いして起きて朝食の支度を始めてしまうほどであった。
ヨーロッパ及び北アメリカ全土の電報システムは停止した。電信用の鉄塔は火花を発し、電報用紙は自然発火した。電源が遮断されているのに送信や受信が可能であった電報システムもあった。
1859年8月28日から9月2日まで太陽表面上に多数の太陽黒点や太陽フレアが観測されたが、9月1日の正午前イギリスの天文学者リチャード・キャリントンは最大の太陽フレアを観測した。このフレアでは大規模なコロナ質量放出があり、17時間かかって地球に直接降り注いだ。このような太陽から地球への粒子の到達には通常3日間から4日間を要するので、異常に速いものだった。これは、1度目のコロナ質量放出で太陽風プラズマの通り道が一掃されたため、2度目のコロナ質量放出の速度が速くなったことによると考えられる。